# Gert Iskov
Gert Iskov (født 28. juli 1948) er en dansk skakspiller, International mester og Danmarksmester i skak i 1975.

## Karriere
Fra begyndelsen af 1970'erne til begyndelsen af 1980'erne var Iskov en af de stærkeste danske skakspillere. Han deltog ved finalerne af danmarksmesterskabet i skak flere gang og vandt turneringen i 1975. Han deltog i flere internationale skakturneringer, inklusive Olot (1974), Dortmund (1976), samt Rilton Cup, vesterhavsturneringen og Politiken Cup. I 1975 tabte han en kamp mod den dansk skakstormester Bent Larsen med 0,5:5,5.
Iskov spillede for Danmark ved skakolympiaden én gang:
- I 1974 på fjerde bræti Nice (+4, =10, -1).

Han spillede for Danmark ved de indledende runder af European Team Chess Championship:
- I 1977 på femte bræt (+0, =1, -2),
- I 1983 på femte bræt (+1, =1, -0).

Iskov spillede for Danmark ved Clare Benedict Cup:
- I 1974 på reservebræt i Cala Galdana (+1, =3, -2).

Han spillede for Danmark ved Nordisk skakmesterskab:
- I 1974 på tredje bræt i Egernførde (+1, =2, -2) og holdet vandt en sølvmedalje,
- I 1975 på første bræt i Hindås (+2, =1, -2) og holdet vandt en sølvmedalje.

I 1979 fik Iskov FIDE-titlen International mester (IM).